# Jatrophihabitans endophyticus
Jatrophihabitans endophyticus es una bacteria grampositiva del género Jatrophihabitans. Fue descrita en el año 2013, es la especie tipo. Su etimología hace referencia a perteneciente a las plantas. Es aerobia e inmóvil. Tiene un tamaño de 0,4-0,6 μm de ancho por 1-1,4 μm de largo. Catalasa positiva y oxidasa negativa. Forma colonias blancas, redondas y convexas en agar R2A tras 3 días de incubación. Temperatura de crecimiento entre 10-32 °C, óptima de 30 °C. Es sensible a los antibióticos tetraciclina, cloranfenicol, rifampicina y ácido nalidíxico. Resistente a kanamicina, ampicilina y carbenicilina. Tiene un contenido de G+C de 71,2%. Se ha aislado de la superficie del tejido de la planta Jatropha curcas en Singapur. 